# Ale

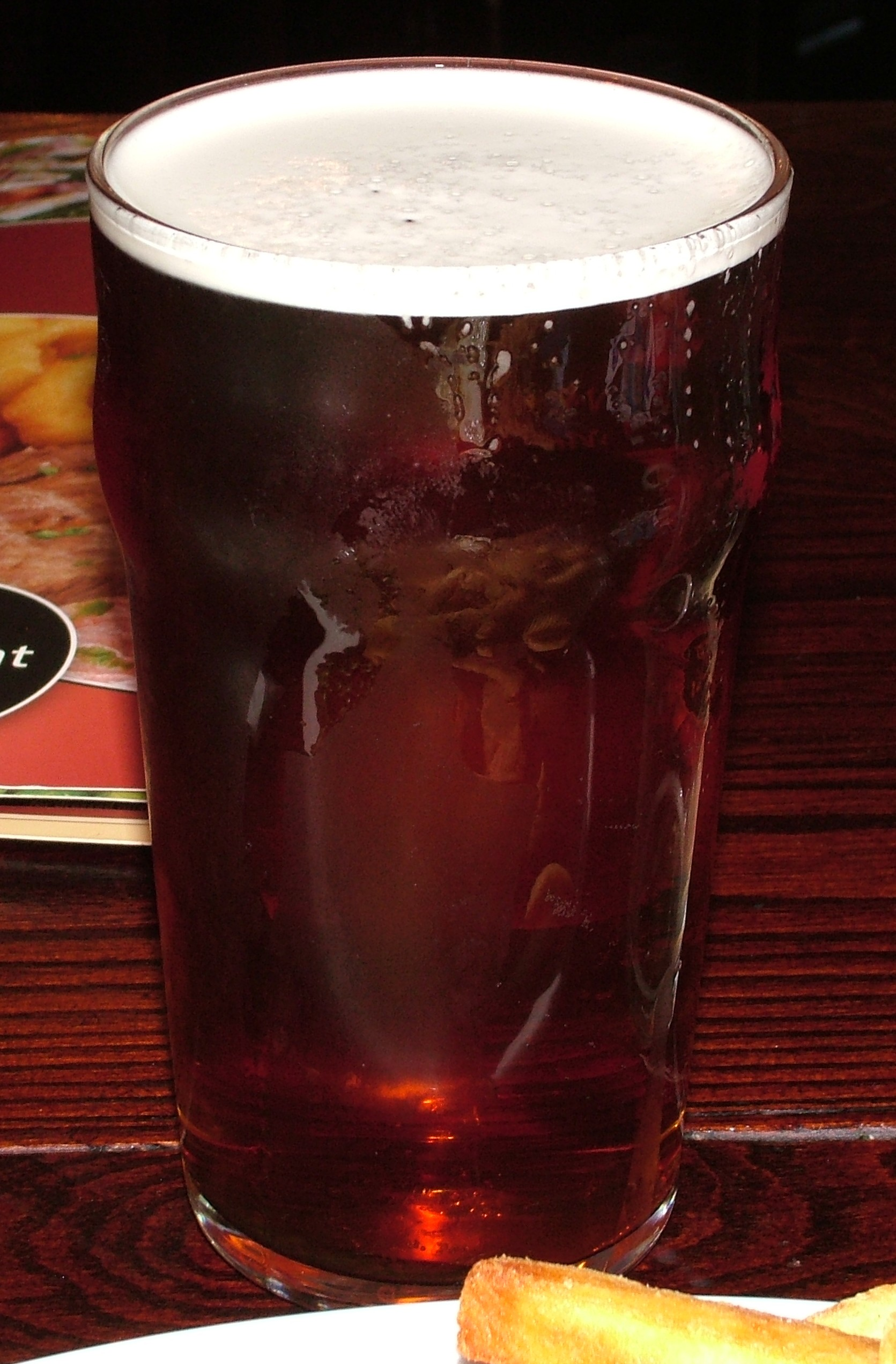
Pivo ale

Ale [vysl. ejl] je označení značně různorodé skupiny typů svrchně kvašeného piva. Termín pochází z angličtiny a původně označoval pivo vyráběné bez použití chmele (v protikladu k chmelenému pivu označovanému jako beer). Později se význam slova posunul a dnes označuje v užším slova smyslu skupinu tradičních anglických, amerických a belgických piv, v širším smyslu se pak někdy používá pro označení všech svrchně kvašených piv (v protikladu k termínu ležák označujícímu piva kvašená spodně). Podle této širší definice by tedy termín „ale“ zahrnoval i další tradiční pivní styly, jako je např. porter, stout nebo německá pšeničná piva.
Piva typu ale se vyrábějí s použitím kvasinek svrchního kvašení, které na rozdíl od kvasinek spodního kvašení fermentují pivo při vyšších teplotách, rychleji a produkují významnější množství vedlejších kvasných produktů, jako jsou estery či fenoly. Ty pak dávají pivu typický ovocný či kořeněný nádech.

## Charakteristika a výroba
Některá piva typu ale (zejména americká a část anglických) jsou velmi silně chmelená, a to často s důrazem nejen na hořkost, ale i na výrazné aroma některých odrůd chmele, především původem z USA, Anglie, Austrálie a Nového Zélandu. Toho je dosaženo přidáním velkých dávek chmele v pozdějších fázích výroby piva, kdy se do roztoku uvolní menší množství chmelových hořkých kyselin (které potřebují delší var, aby se staly rozpustnými ve vodě) a zůstane zachováno vyšší množství aromatických látek (které jsou těkavé a naopak delším varem vyprchávají). Tyto postupy mohou zahrnovat přidání chmele na konci chmelovaru (angl. late addition) i po jeho skončení (flame out), při chlazení (hop stand) a čiření piva (whirlpool hopping), při jeho stáčení do fermentační nádoby (v zařízení zvaném hopback) a v průběhu fermentace a zrání piva (dry hopping, česky studené chmelení). Silné chmelení s důrazem na chmelové aroma je typické zejména pro americkou variantu stylu India Pale Ale (IPA). Piva tohoto typu pak mají silné aroma, které podle použitých chmelových odrůd nejčastěji zahrnuje tóny citrusů, tropického ovoce, borového jehličí či koření.
Země, kde se piva Ale běžně vyrábí a konzumují, jsou především Velká Británie, Irsko, Belgie, Německo či východní provincie Kanady.

## Historie Ale
Před zavedením chmele do Anglie z Nizozemska v 15. století byl název „ale“ používán výhradně pro popis nechmelených kvašených nápojů. Anglický výraz „beer“ byl postupně zaveden pro pivo vařené s přidáním chmele.
Pivo obecně potřebuje zhořčující prostředek vyrovnávající sladkost sladu a působící jako konzervant. U původního ale byl tímto prostředkem typicky tzv. gruit, směs bylin a/nebo koření, který se přidával do mladiny místo chmele. V dnešní době je ovšem ale prakticky vždy chmelen.
Ve středověku bylo pivo typu ale spolu s chlebem jednou ze základních potravin.
Slovo „ale“ může pocházet ze staroanglického ealu, které zase pochází z protoindoevropského *alut-.

## Ale v českých zemích

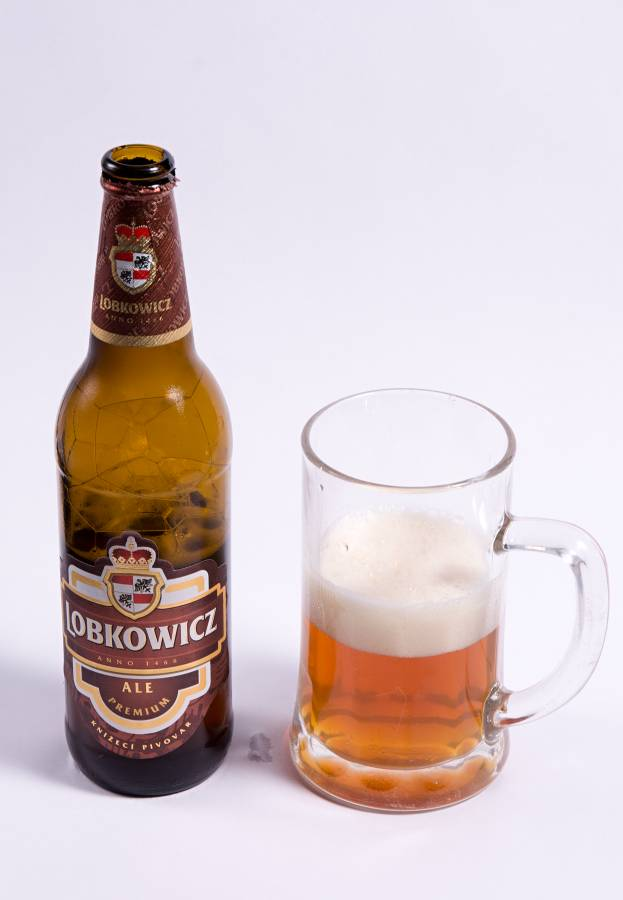
Lobkowicz Ale

V českých zemích se před nástupem průmyslové výroby spodně kvašeného piva (okolo poloviny 19. století) vařilo hlavně pivo pšeničné, s příchodem ležáku však upadlo prakticky do zapomnění (na rozdíl od např. Německa). V dnešní době svrchně kvašené pšeničné pivo znovu zažívá rozkvět  zejména v produkci minipivovarů, ovšem začíná se vařit i v zavedených velkých pivovarech. Dále se pak rozvíjí zájem i o další, pro běžného českého konzumenta „exotičtější“ pivní styly. Popularitu si začínají získávat zejména „ale“ moderního amerického typu (aromatická, silně chmelená).

## Ale ve světě
Ale je hlavně rozšířen v anglicky mluvících zemích a v Belgii. Ve Velké Británii donedávna prodejem převyšoval ležáky. Na počátku 21. století se hlavně z USA šíří do dalších zemí trend craft beer (tedy „řemeslného“ piva, u kterého se v protikladu k průmyslovým produktům očekává jistá osobitost a „rukopis“ tvůrce). Mezi těmito pivy mají silně chmelené „ale“ své prominentní místo.

## Dělení piv typu ale
- Anglické – Bitter/English Pale Ale, Mild, Southern English Brown Ale, Northern English Brown Ale, Golden Ale, Burton Ale, Old Ale, English Barleywine
- Skotské a irské – Scottish Light/Heavy/Export Ale, Strong Scotch Ale, Irish Red Ale
- Americké – American Pale Ale, American Amber Ale, American Brown Ale, Cream Ale, Blonde Ale, American Barleywine
- Belgické – Belgian Pale Ale, Belgian Blond Ale, Belgian Golden Strong Ale, Belgian Dark Strong Ale, Flanders Red Ale, Flanders Brown Ale (Oud Bruin), klášterní piva (Dubbel, Tripel, Quadrupel)
- IPA – India Pale Ale – English IPA, American IPA, Double/Imperial IPA, nověji též Red IPA, White IPA, Black IPA (Cascadian Dark Ale), Belgian IPA...
- Další svrchně kvašená piva, která spadají do širší definice typu ale – stout, porter, altbier, kölsch bavorská pšeničná a žitná piva, witbier, saison, biere de garde...